# Joachim Sickbock
Professor Joachim Sickbock is een antagonist uit de Nederlandse stripreeks Tom Poes. Hij is bedacht en getekend door Marten Toonder. Zijn gedaante is die van een antropomorfe geit. Hij was voor het eerst te zien in het verhaal Het verdwijneiland uit 1941. 
Hij is een egocentrische en dikwijls kwaadaardige professor. Ambtenaar eerste klasse Dorknoper vertelt in De ombrenger aan de heer Steenbreek dat zijn professoraat buitenlands is en geenszins vaststaat. Volgens analisten van de wereld in de Tom Poes-strips is van alle vaste figuren Sickbock degene die model staat voor de "ivoren toren van de wetenschap" en de angst die velen daarvoor hebben.

## Kenmerken
Sickbock vindt van zichzelf dat hij een geniaal geleerde is, maar hij heeft vaak kwaadaardige bedoelingen. Hij zegt verbonden te zijn aan de universiteit van Upswa.
Hoewel zijn uitvindingen de schijn wekken dat ze de wereld vooruit kunnen helpen, zo niet redden, is het voornaamste doel van Sickbock om koste wat kost faam en persoonlijk voordeel te behalen met zijn werk. List en bedrog spelen hierbij een grote rol. Hij ziet het als zijn taak de voortbrengselen van de natuur wetenschappelijk te vervolmaken.
Omdat Sickbock bijna altijd op zwart zaad zit, treft het goed dat Olivier B. Bommel tot zijn kennissenkring behoort. Heer Bommel is namelijk zijn voornaamste financier, in de waan dat hij met de uitvindingen van de professor in stilte veel goeds zou kunnen doen. Ook De bovenbazen zien, mogelijk uit verveling, meestal wel wat in de nieuwtjes die Sickbock brengt.
Zijn grootste tegenstrever is Tom Poes (door Sickbock zelf aangeduid als "dat akelige witte ventje"), die met zijn eigen listigheid veel ongedaan maakt, meestal met het gevolg dat hij financieel weer aan de grond raakt en/of zijn uitvinding of fabriek vernietigd wordt.
Sickbock heeft weinig achting voor zijn goedaardige (maar opvliegende) tegenpool collega-wetenschapper professor Prlwytzkofsky, die hij gewoonlijk wegzet als "de dorpsonderwijzer hier ter stede".

## Bekende citaten
- Sickbock bedient zich van een tamelijk elitair taalgebruik, met kenmerkende uitdrukkingen als "Ei, ei" en "mijn waarde".
- Ondanks dat zijn plannen doorgaans mislukken en hij niet zelden zelf hierdoor het zwaarst gedupeerd wordt, blijft Sickbock meestal optimistisch. Veel van zijn optredens eindigen dan ook met de uitspraak: "Men zal nog van mij horen..."